# Tannay (Nièvre)
Tannay – miejscowość i gmina we Francji, w regionie Burgundia-Franche-Comté, w departamencie Nièvre.
Według danych na rok 1990 gminę zamieszkiwało 667 osób, a gęstość zaludnienia wynosiła 43 osoby/km² (wśród 2044 gmin Burgundii Tannay plasuje się na 358. miejscu pod względem liczby ludności, natomiast pod względem powierzchni na miejscu 622.).